# Château de Cressé
Le château de Cressé actuel a été construit à partir de 1875 par l'architecte Eugène Demangeat sur la commune de Bourg-Charente en Charente.

## Historique
Cressé était un fief dont nous savons qu'il était tenu au XVIIIe siècle par Jacques Pierre Salimon, seigneur de Moulineuf et de Cressé. Il a ensuite été acheté par la famille Martell et c'est Gabriel Martell qui a fait construire le château actuel.
Il a été transformé en maison de retraite.

## Architecture
Vaste demeure rectangulaire flanquée d'un côté d'un pavillon polygonal, de l'autre d'une tourelle et centré par un pavillon en avant-corps. Son originalité vient de l'alliance de la brique et de la pierre et son élégance des lucarnes du second étage à fronton triangulaire.